# Maria Riddell
Maria Banks Riddell (1772–1808), nascuda Maria Banks Woodley, va ser una poeta, naturalista, editora i escriptora de viatges, nascuda a les Antilles, resident a Escòcia i Gal·les. Robert Burns li va retre homenatge com a "devota de les muses".

## Biografia
Maria Woodley era filla de William Woodley, governador de les Illes de Sotavent Britàniques. El va acompanyar en una visita a les illes el 1788 i hi va escriure un relat. El 1791 es va casar amb Walter Riddell de Glenriddell, germà petit del mecenes de Robert Burns, Robert Riddell, i la parella va instal·lar una casa a una finca anomenada Woodley Park (ara coneguda com Goldielea) al comtat històric de Kirkcudbrightshire.
Burns, a qui convidaven a les festes literàries que celebraven, es va convertir en un amic íntim i crític de Maria Riddell, escrivint-li diverses cançons d’amor. A principis de 1794, en estat ebri, li va fer una declaració, cosa que va provocar que es barallaren i Burns perdera el suport del seu patró, que va morir aquell any. Maria i el seu marit es van reconciliar amb Burns el 1795, quan va enviar un poema de conciliament.
Quan Burns va morir el 1796, Maria li va escriure un relat per al Dumfries Journal. També era amiga de la novel·lista i poeta Helen Craik, una altra admiradora de Burns. Va incloure alguns poemes d'Anna Laetitia Barbauld, Georgiana Cavendish, duquessa de Devonshire i Mary Darwall en la seva antologia de 1802, The Metrical Miscellany.
El seu marit va perdre Woodley Park i una altra propietat i va morir a finals de segle. Maria Riddell i els seus dos fills es van traslladar a Hampton Court com a pensionistes. El 1807 es va casar amb un terratinent gal·lès, Phillips Lloyd Fletcher, i està enterrada al mausoleu de la família Fletcher a Chester.

## Treballs publicats
- Voyage to the Madeira and Leeward and Caribbean Isles, with Sketches of the Natural History of these Islands, Edinburg, 1792
- The Metrical Miscellany, consisting chiefly of poems hitherto unpublished, 1802 (com a editora)